# Jura-Holding
Die Jura-Holding AG mit Sitz in Aarau ist ein Schweizer Baustoffkonzern. Die Unternehmensgruppe tritt auf dem Markt als JURA Materials-Gruppe auf und umfasst zahlreiche Tochtergesellschaften, die in den Bereichen Zementproduktion, Sand- und Kiesgewinnung, Betonherstellung, Logistik sowie Verwertung und Entsorgung tätig sind. Die Jura-Holding befindet sich seit dem Jahr 2000 im Besitz des irischen Baustoffkonzerns Cement Roadstone Holding (CRH PLC) und erwirtschaftete 2024 einen Umsatz von 35.57 Milliarden US-Dollar.

## Geschichte

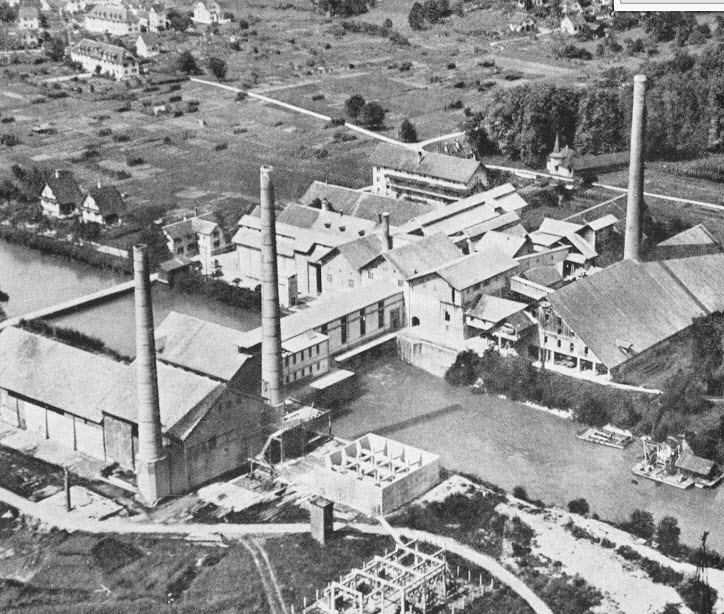
Jura-Cement-Fabrik in Aarau um 1929

Das Unternehmen wurde 1882 im Scheibenschachen in Aarau durch Friedrich Rudolf Zurlinden als Zementfabrik «Zurlinden & Co.» mit fünf Schachtöfen gegründet. Diese nahm 1891 in Wildegg eine zweite Zementfabrik in Betrieb. 1897 wurde das Unternehmen in eine Aktiengesellschaft umgewandelt und in «Jura-Cement-Fabriken Aarau und Wildegg» umbenannt. In der Folge wurde die Produktionskapazität der beiden Werke schrittweise ausgebaut. 1903 übernahm die Jura-Cement-Farbriken AG die Zement- und Kalkfabrik Fleiner & Co. Aarau und legte deren Produktion still. Das Werk in Wildegg wurde von 1927 bis 1929 ausgebaut und das Werk in Aarau stillgelegt.
Ab 1972 begann das Unternehmen sukzessive weitere Firmen aus den Bereichen Sand, Kies, Beton, Belag und Logistik zu übernehmen und wuchs damit zu einer Unternehmensgruppe an. Dies führte 1996 zur Einführung einer Holdingstruktur. Heute umfasst die JURA Materials-Gruppe folgende Schweizer Unternehmen aus der Baustoffindustrie (Stand 2025): Aarebeton Aarau AG; Aarekies Aarau-Olten AG; BLH Belagswerk Hasle AG; BOW-Betonwerk Obwalden AG; Fr. Blaser AG, Hasle; HASTAG (Zürich) AG; Iff AG; Mittelland Transport AG; PARINAG AG; Risi AG; Sand + Kies AG Luzern, in Horw; Transportbeton AG Luzern, in Horw; WABAG Kies AG.